# 张丽 (AV女优)
张丽（英語：Evelyn Lin，1987年8月1日—），美籍華裔色情演員、写真模特儿。原籍於中华人民共和国湖南省长沙市，后移居美国加州。18岁入行拍摄写真与色情片，2013年引退。

## 生平
1987年8月1日，张丽出生在湖南省长沙市，幼年时，张丽跟着父母迁居到福建省。5岁时，张丽随着父母移居美国加州，父亲曾是侨社的理事，18岁，为了“赚快钱”，张丽开始以艺名“Evelyn Lin”拍摄裸照与色情片。张丽在钻石吧高中毕业后，進入加利福尼亞大學聖地牙哥分校就讀讯息传播系。2007年圣诞节前夕，她的父亲才知道她作为色情演員，此时她已经入行3年。每次周末，张丽都要去洛杉矶的工作室拍摄电影，已经出版影片100余部。2012年7月27日，张丽出现在加州洛杉矶会展中心“成人大会”。

## 评价
张丽在学校的口碑存在两极分化，女生一般从未和她打过招呼，且不愿意认识她。虽然AV业在美国是合法行业，但是张丽还是未获得风气保守的华人社区的认同，这也是她的长辈羞于开口谈及其的重要原因。